# Strullendorf
Strullendorf est une commune de Bavière (Allemagne), située dans l'arrondissement de Bamberg, dans le district de Haute-Franconie.